# Inge Morathová
Inge Morathová (27. března 1923 Štýrský Hradec, Štýrsko, Rakousko – 30. ledna 2002 New York, USA) byla americká fotografka narozená v Rakousku. Byla představitelkou poválečné reportážní fotografie a členkou fotografické agentury Magnum Photos – první ženou této fotografické agentury, která na její počest od roku 2002 každoročně uděluje Cenu Inge Morathové. Od roku 1962 byla třetí a poslední manželkou dramatika Arthura Millera, se kterým měla dceru Rebeccu a syna Daniela.

## Výstavy
- 1964 Inge Morath: Photographs, Gallery 104, Art Institute of Chicago, Illinois, USA.
- 1979 Inge Morath: Photographs of China, Grand Rapids Art Museum, Michigan, USA.
- 1984 Salesman in Beijing, Hong Kong Theatre Festival.
- 1988 Retrospective, Union of Photojournalists, Moscow, Russia; Sala del Canal Museum, Madrid, Španělsko; Rupertinum Museum, Salzburg, Rakousko.
- 1989 Portraits, Burden Gallery, Aperture Foundation, New York, New York, US; Norwich Cathedral, Norwich, UK; American Cultural Center, Brussels, Belgium.
- 1991 Portraits, Kolbe Museum Berlin, Německo; Rupertinum Museum Salzburg, Rakousko
- 1992/94  Retrospective, Neue Galerie Linz, Rakousko ;America House, Frankfurt, Německo; Hardenberg Gallery, Velbert, Německo; Galerie Fotogramma, Milano, Italy; Royal Photographic Society, Bath, UK; Smith Gallery and Museum, Stirling, UK; America House, Berlin, Německo; Hradcin Gallery, Praha.
- 1994 Spain in the fifties, Spanish Institute, New York, US
- 1995 Spain in the fifties, Museo de Arte Contemporaneo, Madrid, Španělsko; Museo de Navarra, Pamplona, Španělsko.
- 1996 Inge Morath: Danube, Neues Schauspielhaus, Berlin, Německo; Leica Gallery, New York, US; Galeria Fotoforum, Bolzano, Itálie.
- 1996 Women to Women, Takashimaya Gallery, Tokyo, Japonsko
- 1997 Photographs 1950s to 1990s, Tokyo Museum of Photography, Tokyo, Japonsko
- 1997 Inge Morath: Danube, Keczkemet Museum, Esztergom Museum, Maďarsko
- 1997 Retrospective Kunsthal, Rotterdam, Nizozemsko.
- 1998 Celebrating 75 Years Leica Gallery, New York, USA.
- 1998 Retrospective, Edinburgh Festival, Edinburgh, UK; Museum of Photography in Charleroi, Belgium; Municipal Gallery, Pamplona, Španělsko.
- 1998 Inge Morath: Danube, Festival of Central European Culture, Londýn, UK; Museen d. Stadt Regensburg, Regensburg, Německo.
- 1999 Spain in the Fifties, Museo del Cabilde, Montevideo, Uruguay.
- 1999 Retrospective, Kunsthalle Wien, Rakousko; FNAC Etoile, Paris, France; FNAC, Barcelona, Španělsko.
- 2002 Inge Morath: New York, Galerie Fotohof, Salzburg, Rakousko; Stadt Passau, Europäische; Wochen, Německo ESWE Forum, Wiesbaden; Esther Woerdehoff Galerie, Paris, France; Amerikahaus Tübingen, Německo.
- 2002 Inge Morath: Danube, City Gallery of Russe, Russe, Bulharsko.
- 2003 Exposition, Henri Cartier-Bresson Foundation, Paris, Francie.
- 2004 Inge Morath: Chinese Encounters, Pingyao International Photography Festival, Pingyao, Čína.
- 2004 Inge Morath: The Road to Reno, Chicago Cultural Center, Illinois, US.
- 2008 Well Disposed and Trying to See: Inge Morath and Arthur Miller in China, University of Michigan Museum of Art, Ann Arbor, US.[4]
- 2019 Inge Morath: Portréty, Rakouské kulturní fórum v Praze, 20. září 2019 – 23. ledna 2020[5]
- 2023 Where I See Color. For Her 100th Birthday, Fotohof, Salzburg, Rakousko[6]